# ماركو لازيتيتش
ماركو لازيتيتش (مواليد 22 يناير 2004) هو لاعب كرة قدم صربي يلعب كمهاجم في نادي إيه سي ميلان.